# La storia di Bianca e Neve
La storia di Bianca e Neve (La Nouvelle Blanche-Neige) è un film televisivo del 2011 diretto da Laurent Bénégui. Si tratta di una rilettura in chiave moderna della favola di Biancaneve e i sette nani.

## Trama
Gabrielle ha da poco sposato il milionario Stéphane Leroy e quando l'uomo cade in coma, già si vede a comandare da sola l'impero industriale del marito. Venuta a conoscenza dell'esistenza di una figlia segreta del marito, la dolce Blanche, la donna ordine all'autista Grimm di eliminarla.